# Selvino
Selvino [selˈviːno] (Selvì [sɛlˈvi] in dialetto bergamasco) è un comune italiano di 1 975 abitanti della provincia di Bergamo in Lombardia.
Posto sull'altipiano che sovrasta la val Seriana, si trova circa 22 chilometri a nord-est dal capoluogo orobico. Il comune fa parte della Comunità montana della Valle Seriana.

## Geografia fisica

### Territorio

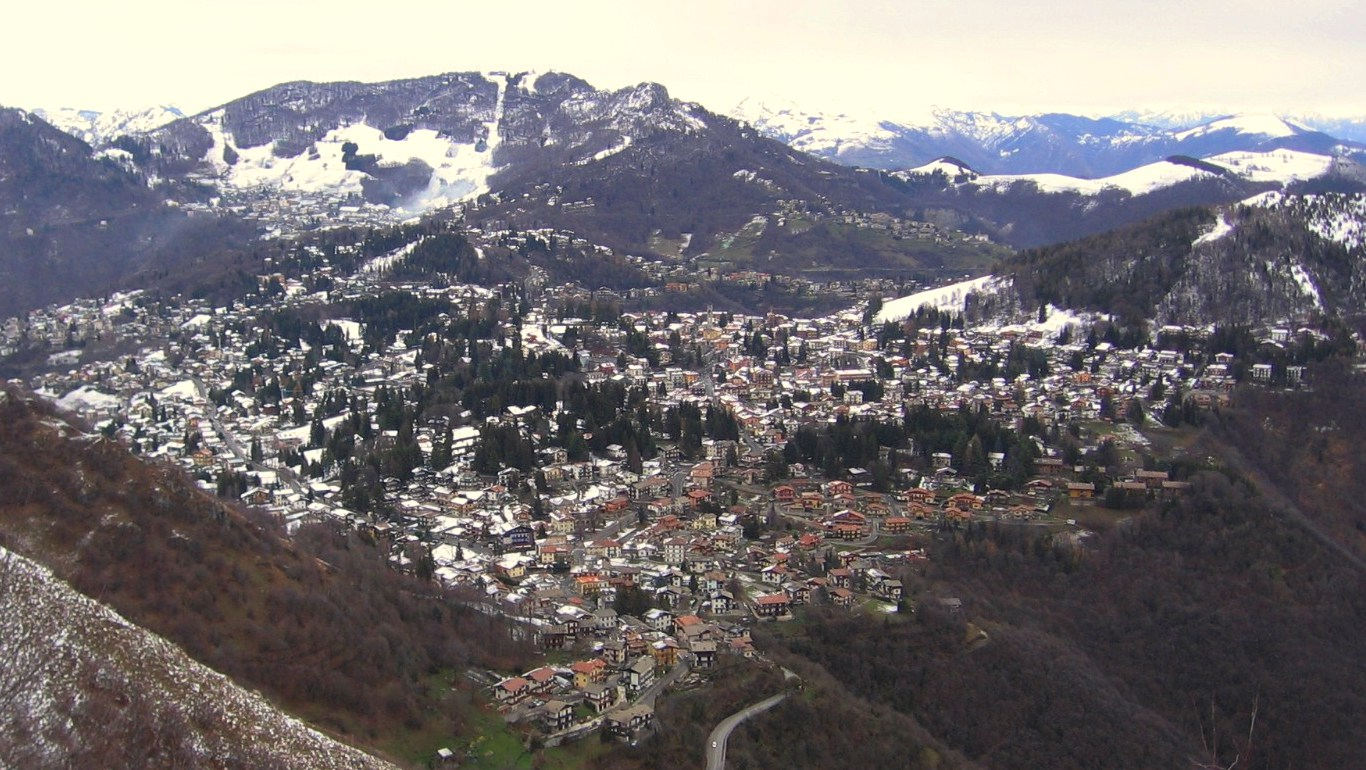
L'altopiano di Selvino visto dal monte Podona

Il nucleo abitativo di Selvino si sviluppa su un altopiano compreso tra i 920 e i 960 m s.l.m. che, delimitato dai monti Perello, Podona, Poieto e Purito, è posto sullo spartiacque tra la val Seriana e la val Brembana. 
Difatti, nonostante sia geograficamente sia storicamente venga considerato parte della val Seriana, metà del suo territorio ricade nell'impluvio della val Serina, tributaria della val Brembana.
I suoi confini amministrativi sono dati a nord con la sottostante Rigosa e a nord-ovest con Sambusita, entrambe frazioni di Algua; a nord-est con Aviatico, posto a un'altitudine leggermente superiore, con cui forma il comprensorio dell'altopiano, mentre a est con Ama, piccola frazione di Aviatico.
A sud-est sono le pendici del monte Purito a suddividerlo amministrativamente da Albino, nei pressi della località Pià della Luera, mentre a sud è delimitato da Nembro poco più a monte dell'abitato di San Vito, frazione di quest'ultimo. Infine a ovest è il monte Podona a delimitarlo dal borgo di Salmezza, anch'esso competenza territoriale di Nembro.
Per ciò che concerne l'idrografia, non sono molti i corsi d'acqua che attraversano il territorio comunale. Si tratta per lo più di piccoli torrenti che raccolgono le acque in eccesso provenienti dai monti circostanti, e si sviluppano poi nel fondovalle seriano. Tra i principali vi sono il Cantor, che si sviluppa sul versante della val Serina e si getta nell'Ambriola, e l'Albina, che scende invece verso la val Seriana e confluisce nel fiume Serio presso Albino.
Per ciò che concerne la viabilità interna, la principale arteria di collegamento è la S.P. 36 che con fare sinuoso sale da Nembro, superando il dislivello di circa 700 metri che divide i due paesi, attraversa il centro abitato e giunge fino ad Aviatico.
A essa si interseca la S.P. 28 che collega Selvino con Rigosa e Ambriola, riallacciandosi poi alla viabilità della val Brembana. 
Un importante ruolo nel trasporto individuale è dato dalla Funivia Albino-Selvino che, progettata nel 1954 e aperta nel 1958 alla vigilia del boom turistico delle valli bergamasche, collega in pochi minuti le due località.

## Origini del nome
Il toponimo del paese deriva dalla parola latina: silva o selvina, dal significato di "vegetazione", "bosco", "macchia", e poi "piccolo bosco". Bortolo Belotti lo identificò citato già nel 955 quando fu indicato il primo personaggio presente a Selvino certo Arimondi figlio quondam Aunemundi da Selvino. Viene così smentita l'ipotesi di Giovanni Maironi da Ponte che indicava quale fondatore il longobardo Salvino Gritti, detto Grigis, che con i suoi figli per sfuggire dalle invasioni nordiche, si rifugiò in questa zona ricca di vegetazione costruendovi un fortilizio.

## Storia

### Dalla preistoria alla dominazione romana

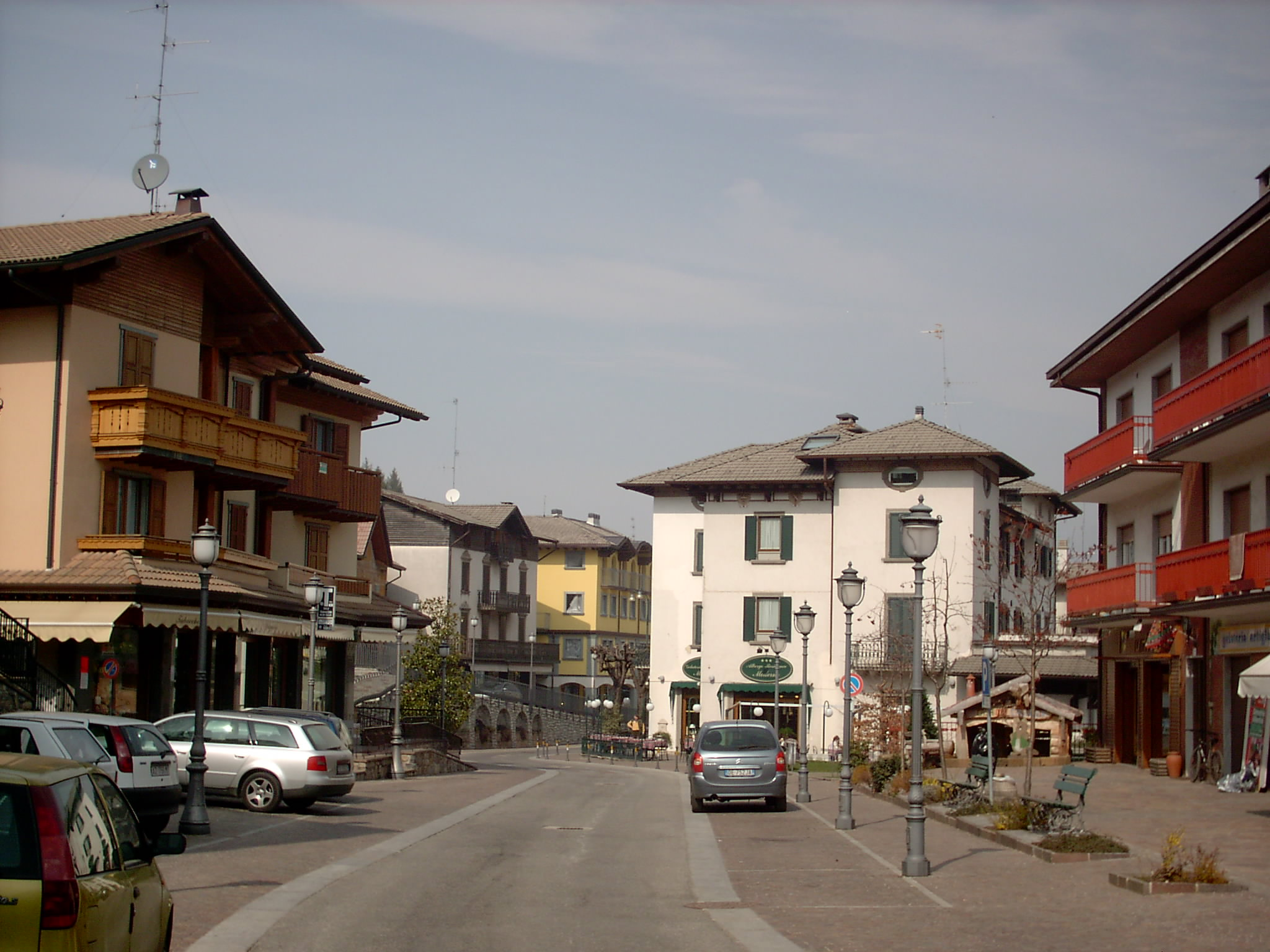
Vie centrali di Selvino

La zona dove ora si trova il paese di Selvino, circa 220 milioni di anni fa, alla fine del periodo triassico, era ricoperta da un mare tropicale, conosciuto come oceano Tetide, con barriere coralline, lagune e piccole isole. 
Man mano che le acque cominciarono a ritirarsi, affiorarono le vette e le propaggini dei monti che compongono le Prealpi Orobiche, lasciando numerose tracce delle forme di vita esistenti in quel periodo.
Tra le rocce del monte Purito sono difatti presenti ingenti quantità di reperti fossili, testimonianza di quella lontana epoca, tra i quali piccoli animali e conchiglie.
Si presume invece che le prime presenze umane siano riconducibili al periodo compreso tra l'età del bronzo finale e l'età del rame, come testimoniato da ritrovamenti rinvenuti in alcune cavità naturali, nelle quali si svilupparono alcuni tra i primi gruppi sedentari della valle Seriana. Tra queste grotte vi sono quelle conosciute con il nome di Bus de Scabla e Paradiso degli asini che, situate nella valle dell'Albina (nei pressi del confine con Aviatico e Albino), hanno portato alla luce segni di frequentazioni quali cocci, utensili e sepolture.
I primi insediamenti sul territorio risalgono invece all'epoca romana, quando i nuovi colonizzatori tracciarono sull'altopiano un sentiero utilizzato sia per il trasporto del materiale ferroso cavato nella vicina val Serina, e in particolare nella zona di Dossena, sia per il trasferimento degli schiavi utilizzati per l'estrazione. Lungo questa traccia che sale da Albino sono stati rinvenuti, nella grotta denominata Bus della Comar, reperti tra cui monete e suppellettili, riconducibili a quel periodo.

### Alto Medioevo

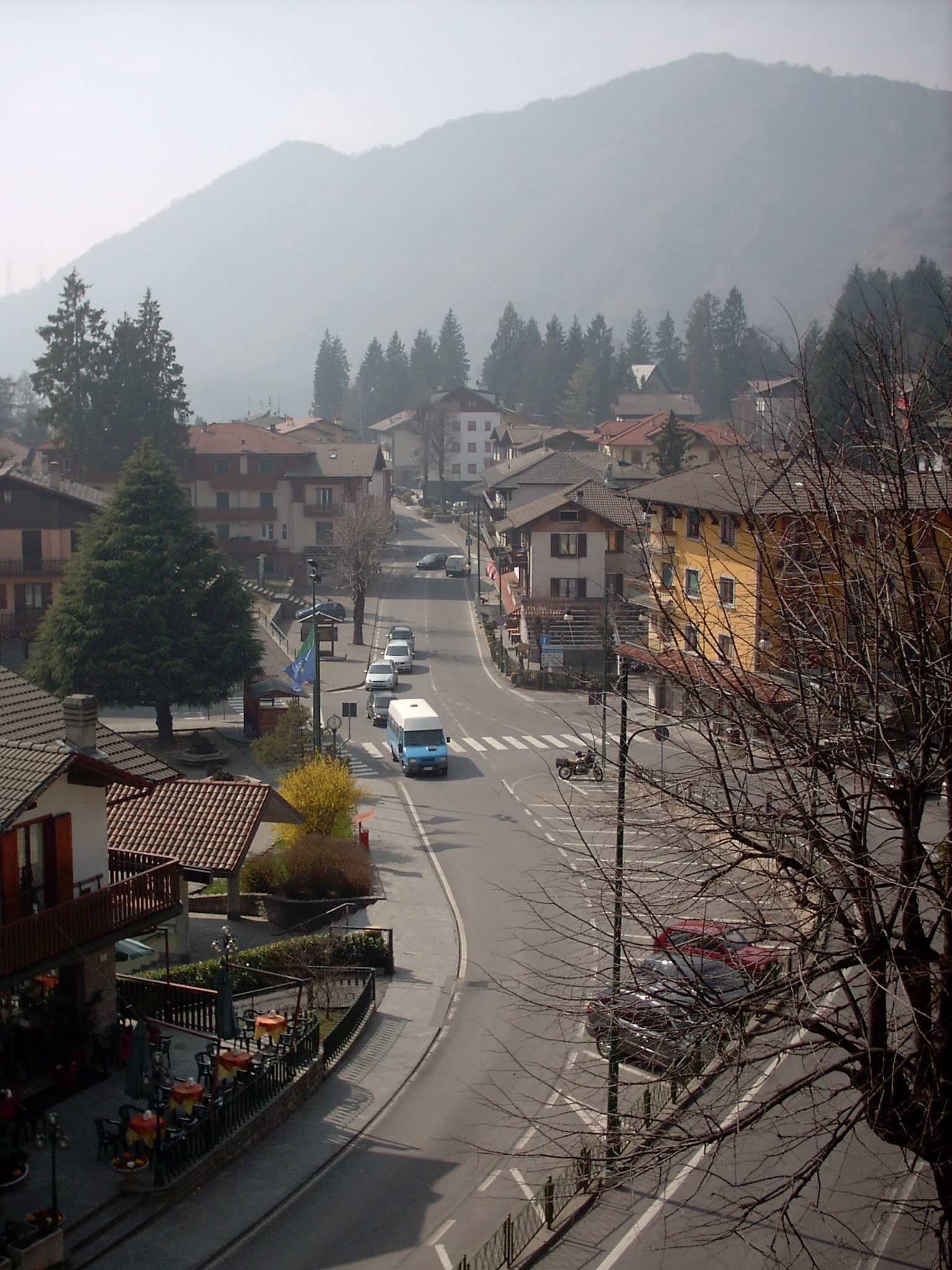
Centro di Selvino, con il monte Podona sullo sfondo

Dal periodo romano fino a quello alto-medievale, l'altopiano di Selvino fu coperto da una fitta boscaglia, costituita prevalentemente da faggi: da ciò dovrebbe derivare l'etimo, che prenderebbe appunto origine da silva (selva, foresta o fitto bosco), da cui il diminutivo Selvina.
A suffragare tale tesi vi sono numerose leggende e tradizioni, tutte imperniate sull'importanza del faggio tra la popolazione, tra le quali vi sono quelle che identificano come la fasa (ovvero il frutto del faggio) come uno degli alimenti principe degli abitanti nei secoli scorsi, nonché sull'usanza dei ragazzi di sfidarsi tra le alte frasche di questi alberi.
Con l'arrivo dei Franchi, avvenuto verso la fine dell'VIII secolo, il territorio venne sottoposto al sistema feudale. A tal riguardo nel 973, mediante un atto redatto dall'imperatore Ottone II di Sassonia, la zona, al pari di gran parte della valle, venne infeudato al vescovo di Bergamo.
Questo, proprietario di estese aree, favorì il disboscamento e, conseguentemente, incentivò lo sviluppo dell'allevamento di mandrie di bestiame. I pastori al seguito delle bestie si insediarono in baite e stalle, andando a costituire i primi nuclei abitativi stabili.
A quel periodo è riconducibile il primo documento scritto che attesta l'esistenza del paese: è del 955 la pergamena, custodita presso l'archivio capitolare di Bergamo, che attesta una vendita effettuata da Arimondo di Selvino.
Questo atto esclude di conseguenza la teoria, perorata dallo studioso Celestino Colleoni e ripresa da poi da Giovanni Maironi da Ponte, secondo la quale il nome del paese dovesse derivare dal suo fondatore, tale Salvino de' Grittis (detto Griggis). Questi, residente nei borghi della città di Bergamo, scelse di rifugiarsi sui monti limitrofi al fine di sfuggire alle “discordie civili” presenti nella città, proprio durante il regno dell'imperatore Ottone II (reggente dell'impero dal 973 al 983), circa due decenni dopo l'atto in cui comparve per la prima volta il nome di Selvino.
In ogni caso Salvino de' Grittis, di nobile estrazione, vi si trasferì con la famiglia e vi edificò un edificio fortificato con le parvenze di un castello sulle pendici del monte Podona, attorno a cui si svilupparono altre abitazioni che andarono a creare il primo vero e proprio nucleo abitativo di una certa consistenza.

### Basso Medioevo

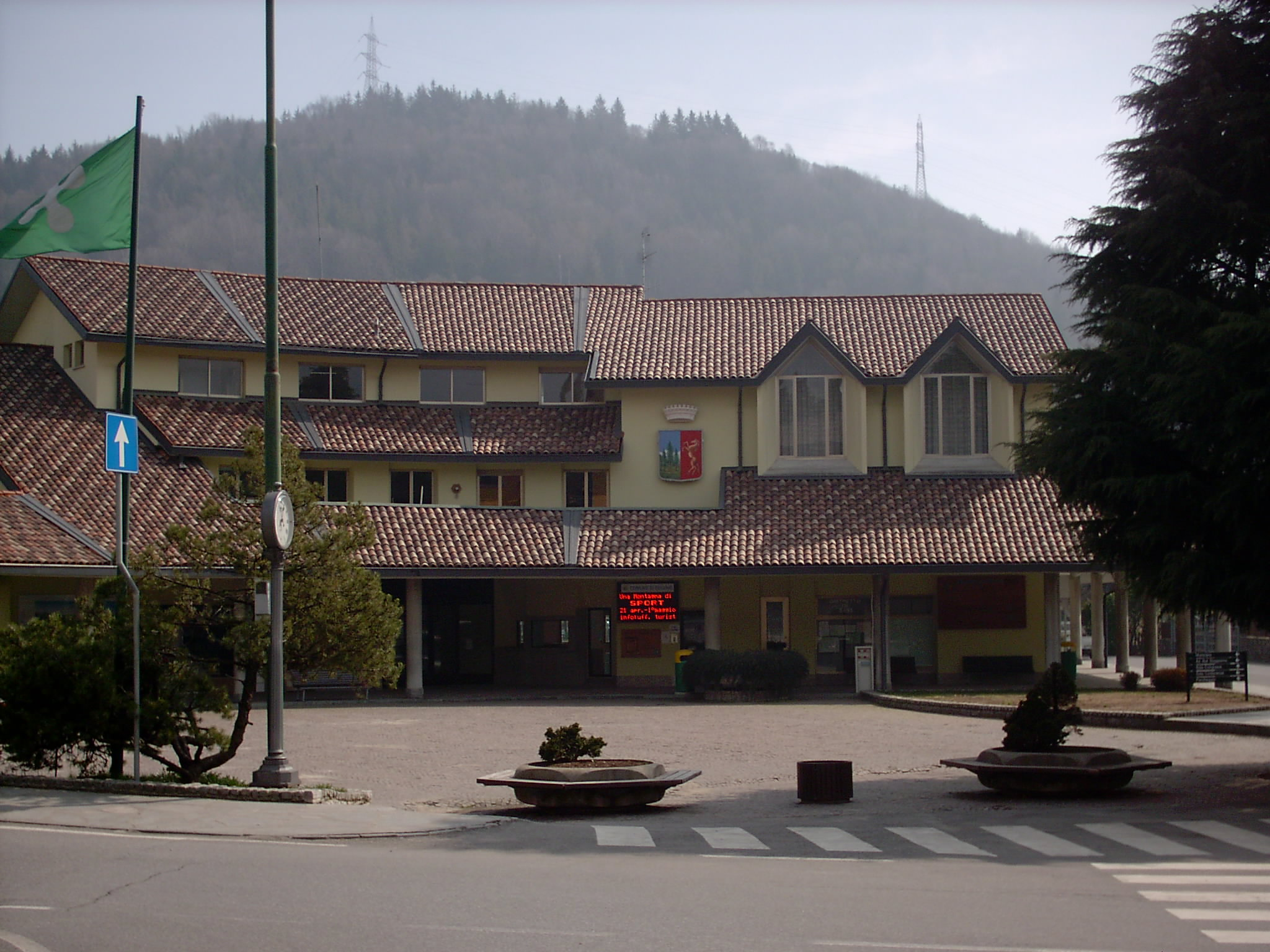
Municipio di Selvino

Le origini di Salvino Gritti gli garantirono, al pari dei suoi discendenti, l'appartenenza alla città di Bergamo, come riconosciuto in un rogito del 1195, redatto dal magistrato Zilius de Curtenova. Ben presto il privilegio fu esteso a tutti i nati e residenti del borgo, rendendo Selvino a tutti gli effetti un possedimento della città.
Non tutti gli abitanti però furono soddisfatti di questa loro nuova condizione, tanto che alcuni di loro, negli anni compresi tra il 1173 e il 1175, decisero di emigrare nel vicino borgo di Aviatico, non accettando la delibera secondo la quale il loro paese sarebbe stato incluso nel Borgo di Sant'Andrea. 

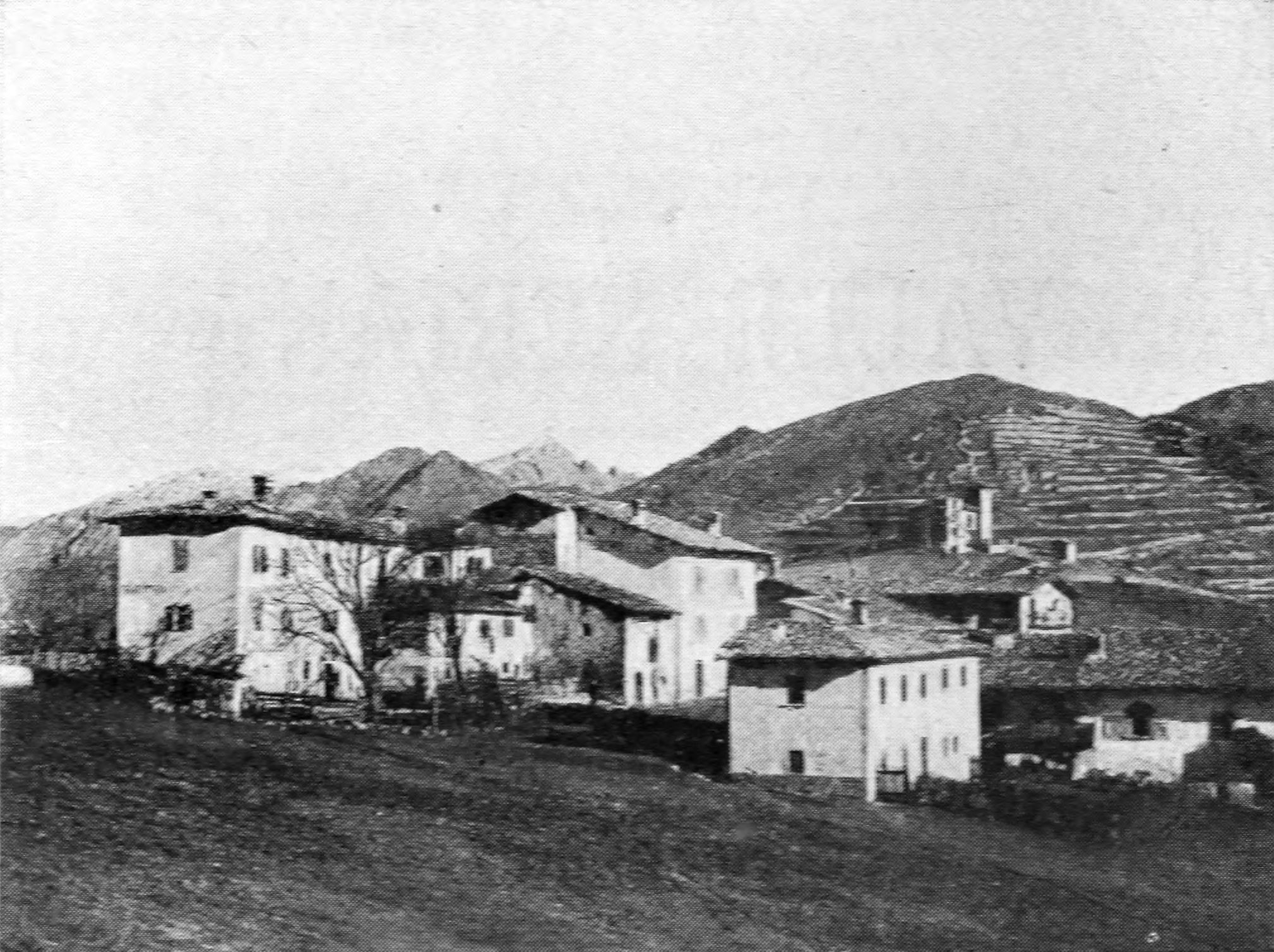
Vista di Selvino tra il XIX e il XX secolo

La volontà della città di controllare direttamente la zona era comprensibile vista l'importanza che questa andava assumendo. Sul territorio transitava difatti la cosiddetta via Mercatorum che, utilizzando anche i sentieri di origine romana, permetteva il passaggio di persone e merci dirette da Bergamo verso la val Brembana, in quei tempi difficilmente raggiungibile utilizzando gli impervi sentieri del fondovalle brembano.
Questa strada lastricata, che ebbe il suo massimo splendore nei secoli compresi tra il XII e il XVI secolo, si sviluppava dalla città di Bergamo verso la bassa val Seriana dove, tra Alzano e Albino, saliva utilizzando differenti vie alternative (da Monte di Nese e Salmezza, da Lonno o da Albino) che si riunivano tutte presso l'altipiano di Selvino, da cui poi si giungeva ad Aviatico, per scendere verso Trafficanti (frazione di Costa Serina), e infine Serina.
Sul finire dell'epoca medievale anche sull'altopiano si verificarono diatribe tra le fazioni guelfa e ghibellina per la quale era schierata la maggior parte degli abitanti di Selvino. Il livello di recrudescenza raggiunse l'apice il 26 maggio 1344, quando i reggenti del paese cercarono di sopraffare quelli di Aviatico. Ne seguì una cruenta battaglia in cui vennero distrutte abitazioni e uccise numerose persone, tra cui Antonio Cantulus, capo della comunità di Aviatico. Il luogo dove si svolsero gli eventi prese il nome da quella stessa persona, tanto che ancora oggi la località, posta tra i due comuni, è nota con il nome Cantul.

### La Serenissima Repubblica di Venezia
Alla definitiva pacificazione si arrivò pochi anni più tardi grazie all'avvento della Repubblica di Venezia, avvenuta formalmente nel 1428, che diede il via a un periodo di tranquillità in cui l'intera zona riprese a prosperare, anche grazie alla diminuzione della pressione fiscale e alla maggiore autonomia. Vi fu nuovo impulso per l'agricoltura e l'allevamento, che garantì un ulteriore sviluppo dei commerci della lana prodotta con le zone dei fondovalle.
In tutti i documenti del tempo, il territorio di pertinenza della città era limitato solamente al centro abitato, mentre le zone limitrofe erano indicate come appartenenti ora al comune di Nembro (statuti del XIV e del XVI secolo), ora a quello di Costa Serina (relazione del 1596 del capitano della Serenissima Giovanni Da Lezze). Soltanto negli ultimi anni della dominazione veneta, indicativamente nel 1766, il paese si emancipò dal capoluogo orobico ergendosi a comune autonomo.
In quegli anni sull'altipiano vennero censiti 330 abitanti che vivevano di pastorizia e agricoltura, quest'ultima pratica ulteriormente favorita dall'introduzione, suggerita da uno svizzero, della coltura della patata, molto prima che questa venisse applicata su vasta scala.

### Dall'avvento di Napoleone al XXI secolo
I decenni compresi tra la fine del XVIII secolo e la metà del XIX videro alternarsi la dominazione francese della napoleonica Repubblica Cisalpina a quella austriaca del Regno Lombardo-Veneto e infine il Regno d'Italia, senza che si verificassero situazioni di rilievo, nemmeno in ambito amministrativo, con i confini che rimasero immutati fino ai giorni nostri.

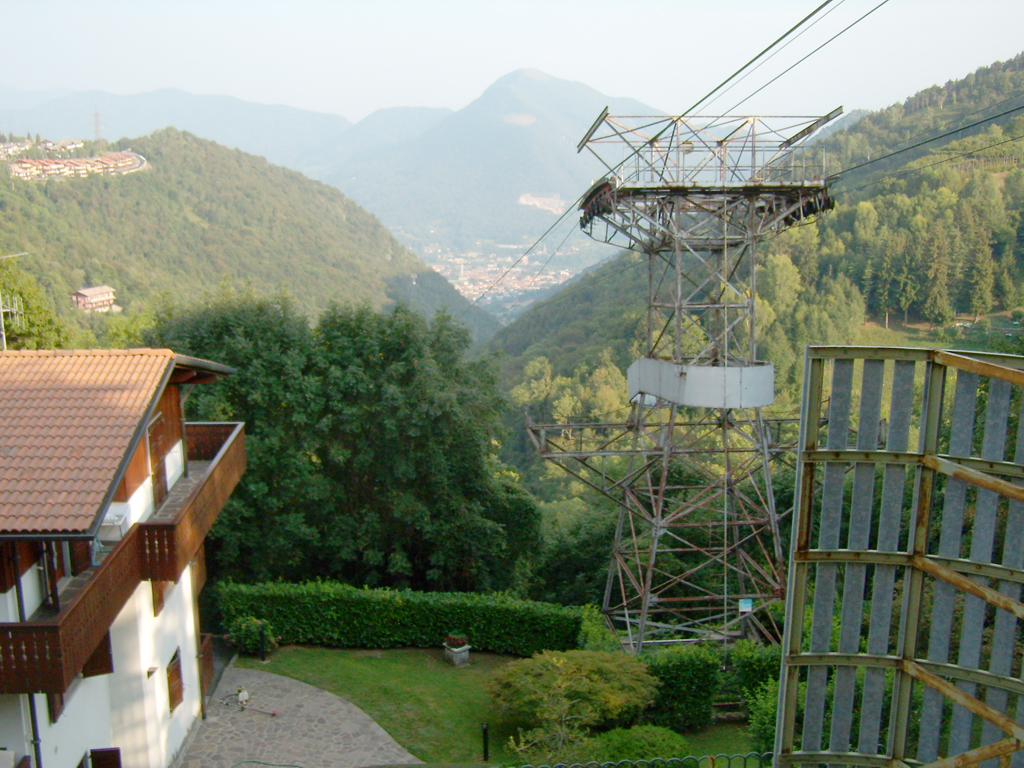
La funivia Albino-Selvino, con la sottostante valle dell'Albina

Soltanto durante il Risorgimento italiano, nel paese si vissero momenti particolari, con i sentimenti patriottici risvegliati dalla presenza di Daniele Piccinini, capitano nella Spedizione dei Mille. Originario del vicino paese di Pradalunga, trascorreva molto tempo nella sua casa di campagna nei pressi del colle del Botto, ospitandovi personaggi quali Benedetto Cairoli, Vittore Tasca, Luigi Dall'Ovo, Francesco Cucchi e Cesare Abba, che legarono il proprio nome alle vicende che portarono all'indipendenza dell'Italia.
Al termine della seconda guerra mondiale, Selvino balzò agli onori delle cronache per aver ospitato, presso l'ex colonia fascista denominata Sciesopoli che prende il suo nome dall'eroe Amatore Sciesa, circa ottocento bambini ebrei sopravvissuti agli orrori dei campi di sterminio nazisti, in attesa che venissero indirizzati nella costituenda nazione di Israele. L'esperienza di questi bambini (oggi conosciuti in tutto il mondo come i bambini di Selvino) fu raccontata per la prima volta in un libro di Aharon Megged, Il viaggio verso la Terra Promessa. La storia dei bambini di Selvino, che ha portato Selvino a gemellarsi nel 1996, a cinquant'anni da quegli eventi, con il kibbutz di Tzeelim, fondato da un gruppo di quei bambini.
Nello sviluppo turistico di Selvino fu molto importante il ruolo del generale Egidio Osio, che acquistò un grandissimo poggio nel paese nel 1891 per far respirare l'aria di montagna al figlio Umberto Margherita che si era ammalato gravemente, e della vedova Maria Scanzi (1865-1945), che dopo la sua morte costruì una villa secondo il progetto del marito nel 1902: Villa Osio. La villa diede origine a un turismo nobile nel paese: amici e conoscenti, famiglie bene e della nobiltà lombarda e non solo, soggiornarono a Villa Osio, ospiti della Contessa.
La Contessa fece costruire in un grande parco molti edifici che esistono tuttora, mentre la villa è stata demolita nel 1960. È sepolta con il marito nella cappella di famiglia nel cimitero del paese.
Dalla seconda metà del XX secolo il paese ha conosciuto un notevole sviluppo edilizio dovuto a un boom del turismo, che ha portato Selvino a essere una delle stazioni climatiche più affollate delle Orobie. A tal riguardo, è stata determinante la costruzione della funivia per Albino, inaugurata nel 1958.
Numerose sono le iniziative volte all'incremento del turismo stesso, sia durante il periodo estivo sia in quello invernale, che tendono a valorizzare il territorio comunale, ricco di itinerari naturalistici, ma anche di un centro con numerosi hotel, ristoranti e negozi. Questa condizione ha permesso a Selvino, in controtendenza rispetto alla quasi totalità dei borghi montani, di aumentare costantemente nel corso dei decenni il proprio numero di residenti.

### Simboli
Lo stemma e il gonfalone sono stati approvati con delibera del consiglio comunale del 13 gennaio 1968 e concessi con decreto del presidente della Repubblica del 23 luglio 1968.
Nella prima partizione è disegnato il profilo dei monti Purito e Cornagera, che con la giogaia di ghiacciai fa da sfondo naturale al paese, trovandosi sullo spartiacque che divide la Val Brembana dalla Val Seriana. Gli abeti vogliono ricordare la particolare boscosità della zona. Nella seconda parte dello scudo, il cavallo rievoca l'antica tradizione, che si protrasse fino al 1796, di inviare i cavalli della curia bergamasca nei pascoli sopra Selvino.
Il gonfalone è un drappo partito di rosso e di azzurro.

## Monumenti e luoghi d'interesse

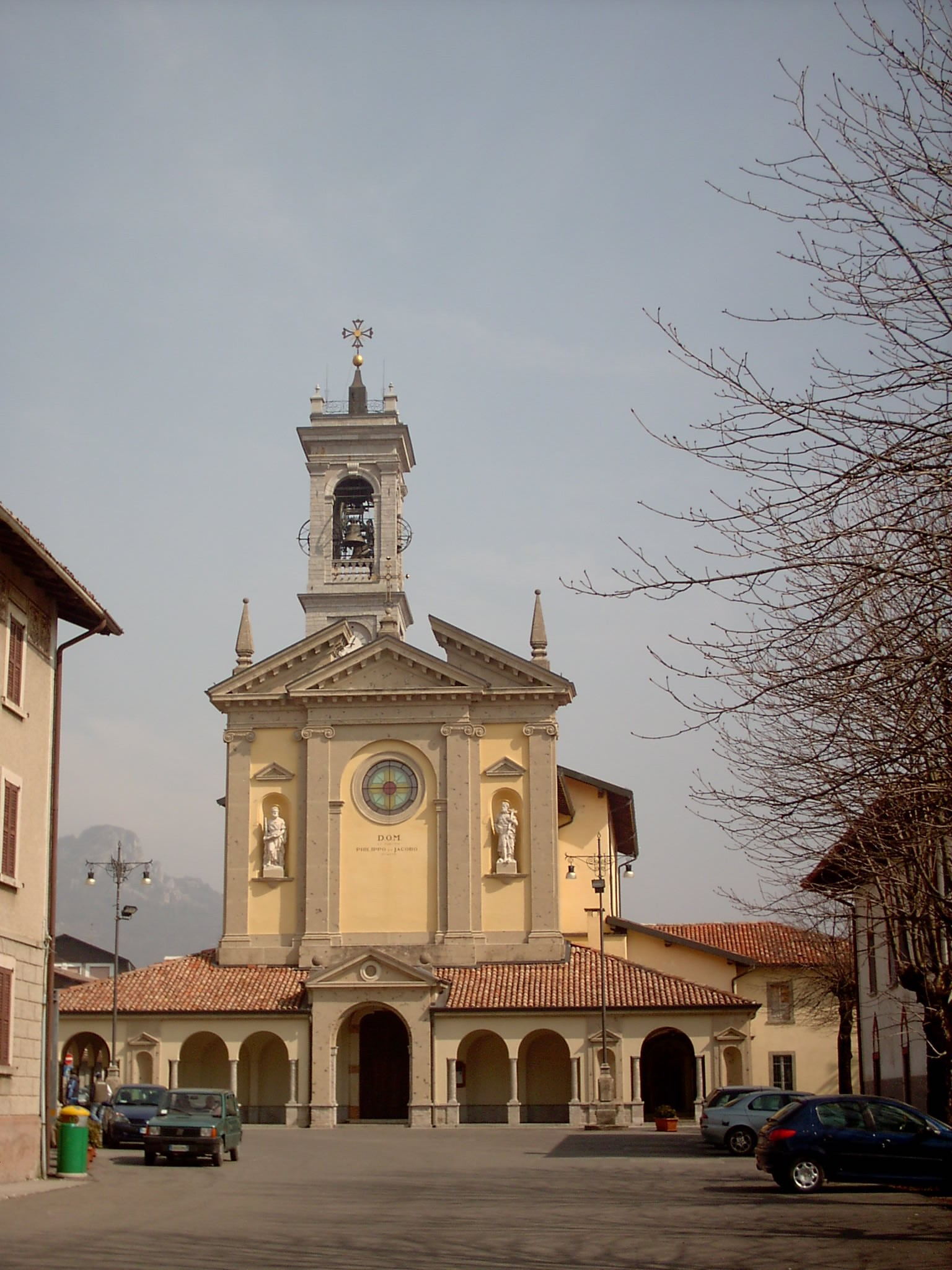
La chiesa parrocchiale dei santi Filippo e Giacomo

In ambito artistico e architettonico il luogo più importante è il santuario della Madonna del Perello. Posto sulle pendici dell'omonimo monte, sulla strada che da Selvino porta alla val Serina, pur appartenendo amministrativamente al territorio di Algua, è da sempre considerato il principale edificio di culto della zona.
Anticamente denominato Oratorio della Beata Vergine Maria ed Elisabetta nel Bosco del Perello e collocato in mezzo ai boschi, fu edificato nel XVI secolo in un luogo in cui la leggenda vuole che a un contadino locale apparve per quattro volte la Madonna (o Santa Elisabetta) chiedendo la costruzione di una chiesa.
La struttura è costituita da tre chiese quasi sovrapposte, un campanile e locali per ospitare i pellegrini. All'interno si trovano affreschi del XVI secolo.
Sempre in ambito religioso merita menzione anche la chiesa parrocchiale, dedicata ai santi Filippo e Giacomo. Edificata nel corso del XV secolo e poi rifatta nei primi decenni del XX secolo, presenta interessanti opere pittoriche databili tra il XVI e il XVIII secolo, con un'interessante croce in rame argentato quattrocentesca.
Degne di nota sono anche la chiesa Santa Maria della Salute, di recente costruzione, e il santuario della Madonna della Neve.
Selvino è noto anche per via dei numerosi cristalli di quarzo presenti sul territorio, rinvenibili nello strato roccioso risalente all'età quaternaria che ricopre le rocce mesozoiche (soprattutto Dolomia Principale e Calcari marnosi), descritti anche dagli storici Celestino Colleoni, Mario Muzio e Giovanni Maironi da Ponte.
Storicamente rilevanti sono anche la villa Piccinini, dove soggiornò il garibaldino Daniele, adibita a caffetteria, e la villa Ardiani. In quest'ultima operò il celebre artista Giacomo Manzù che, negli anni 1932 e 1933, vi dipinse numerosi temi quali la mitologia, il teatro, la filosofia, la musica, la poesia, la pittura, la bellezza, l'amore, la maternità, i frutti della terra e il mondo pastorale. Questi affreschi, sul finire del XX secolo, furono prima restaurati e poi traslati nella collezione della famiglia Ardiani, presso Milano.
Vi sono anche il parco Roccolino e la pineta di via Elvezia.

## Società

### Evoluzione demografica
Abitanti censiti

## Amministrazione
| Periodo          | Periodo         | Primo cittadino   | Partito                        | Carica  | Note                                          |
| ---------------- | --------------- | ----------------- | ------------------------------ | ------- | --------------------------------------------- |
| 16 novembre 1997 | 13 giugno 1999  | Daniele Grigis    | lista civica                   | sindaco |                                               |
| 13 giugno 1999   | 13 giugno 2004  | Giulio Tiraboschi | lista civica                   | sindaco |                                               |
| 14 giugno 2004   | 7 giugno 2009   | Carmelo Ghilardi  | lista civica                   | sindaco |                                               |
| 8 giugno 2009    | 25 maggio 2014  | Carmelo Ghilardi  | lista civica                   | sindaco |                                               |
| 26 maggio 2014   | 17 ottobre 2023 | Diego Bertocchi   | lista civica Selvino in comune | sindaco | 2 mandati, rinnovato 2019. Deceduto in carica |

## Sport

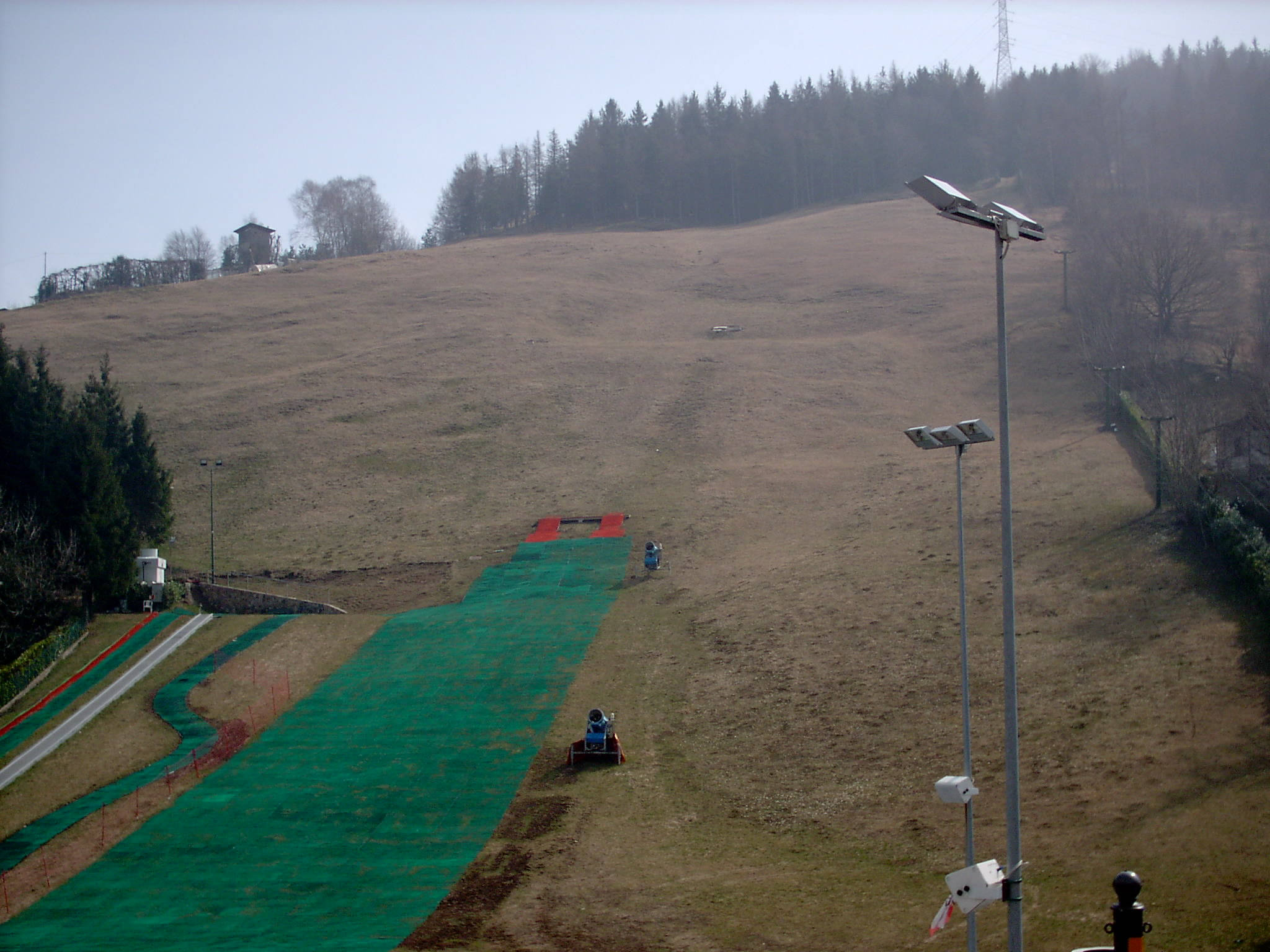
Le piste da sci sulle pendici del monte Purito

Il paese, considerato una delle stazioni climatiche più frequentate della provincia di Bergamo, offre una serie di servizi volti a incentivare l'industria del turismo. Oltre al centro del nucleo abitativo, corredato da numerose attività commerciali quali negozi e hotel, vi sono parchi pubblici, aree verdi e spazi dove svolgere attività sportive quali nuoto, tennis, minigolf.
Nell'ambito degli sport invernali, è presente un piccolo comprensorio sciistico dotato di una seggiovia. Molto attivo è il locale sci club, che ha visto militare tra le proprie file atleti di primo livello tra cui Deborah Compagnoni, Daniela Zini, Daniela Ceccarelli e i fratelli Giancarlo, Norman, Sergio, e Thomas Bergamelli, ma anche e soprattutto le selvinesi Lara e Paoletta Magoni, quest'ultima vincitrice della medaglia d'oro nello slalom speciale dei Giochi olimpici invernali svoltisi a Sarajevo nel 1984. Dal 2011 è in fase di studio un ambizioso progetto per la realizzazione di uno skidome, una struttura al coperto dove poter praticare le discipline invernali per tutto l'anno. Dopo un iniziale arenamento, in seguito alla pandemia di Covid-19 del 2020 è stata confermata l'intenzione di riprendere il progetto.
Sul territorio si snodano numerosi sentieri che si diramano verso le zone limitrofe e i fondovalle. Oltre alle più semplici passeggiate ai margini dell'abitato, su tutte quelle verso Salmezza e il Perello, nonché il periplo del monte Purito, vi sono molti altri itinerari contrassegnati da relativo segnavia del CAI. Tra questi il numero 514, che si inoltra nella valle del Cantor fino al santuario del Perello; il 515 e il 536, che raggiungono rispettivamente Albino e Trevasco (frazione di Nembro) passando dal Pià della Luera e il monte Cereto; il 533, con il quale si sale a Salmezza e ci si può spingere fino al Canto Basso e alla Maresana; il 535 e il 537, che arrivano fino a Lonno e infine il 550 che, sottostante alla funivia Albino-Selvino, solca la valle dell'Albina ricalcando il percorso un tempo utilizzato dalla via Mercatorum.

### Ciclismo
Il paese è noto nel mondo del ciclismo per la rinomata salita che vi giunge da Nembro, sul fondovalle della val Seriana, inerpicandosi per 10,5 km con 19 panoramici tornanti ma con pendenze non troppo impegnative: la massima è del 9.3% e la media del 5%. La salita è dedicata al ciclismo bergamasco, infatti in corrispondenza di ogni tornante è presente una targa che, oltre al numero progressivo e all'altitudine, riporta la dedica ad un ciclista orobico del passato.
Si può salire a Selvino anche dalla val Brembana, partendo da Ambria (frazione di Zogno) e salendo per 15 km con una pendenza media del 4% e massima del 10%.
Negli anni Selvino è stata inserita più volte nel percorso del Giro d'Italia, in due occasioni anche come arrivo di tappa (nel 1988, tappa vinta dallo statunitense Andrew Hampsten, e nel 1995, cronometro individuale vinta dallo svizzero Tony Rominger). Di seguito si riportano i vari passaggi:
| Anno | Tappa                                           | Primo in vetta    | Versante scalato |
| ---- | ----------------------------------------------- | ----------------- | ---------------- |
| 1969 | 18ª-2ª: Zingonia > San Pellegrino Terme         | Michele Dancelli  | Val Seriana      |
| 1976 | 21ª: Comano Terme > Bergamo                     | Wladimiro Panizza | Val Brembana     |
| 1988 | 12ª: Novara > Selvino                           | Andrew Hampsten   | Val Seriana      |
| 1995 | 17ª: Cenate Sotto > Selvino (cron. individuale) | Tony Rominger     | Val Seriana      |
| 2017 | 15ª: Valdengo > Bergamo                         | Pierre Rolland    | Val Brembana     |
| 2023 | 15ª: Seregno > Bergamo                          | Ben Healy         | Val Seriana      |